# Bruchmühlbach-Miesau

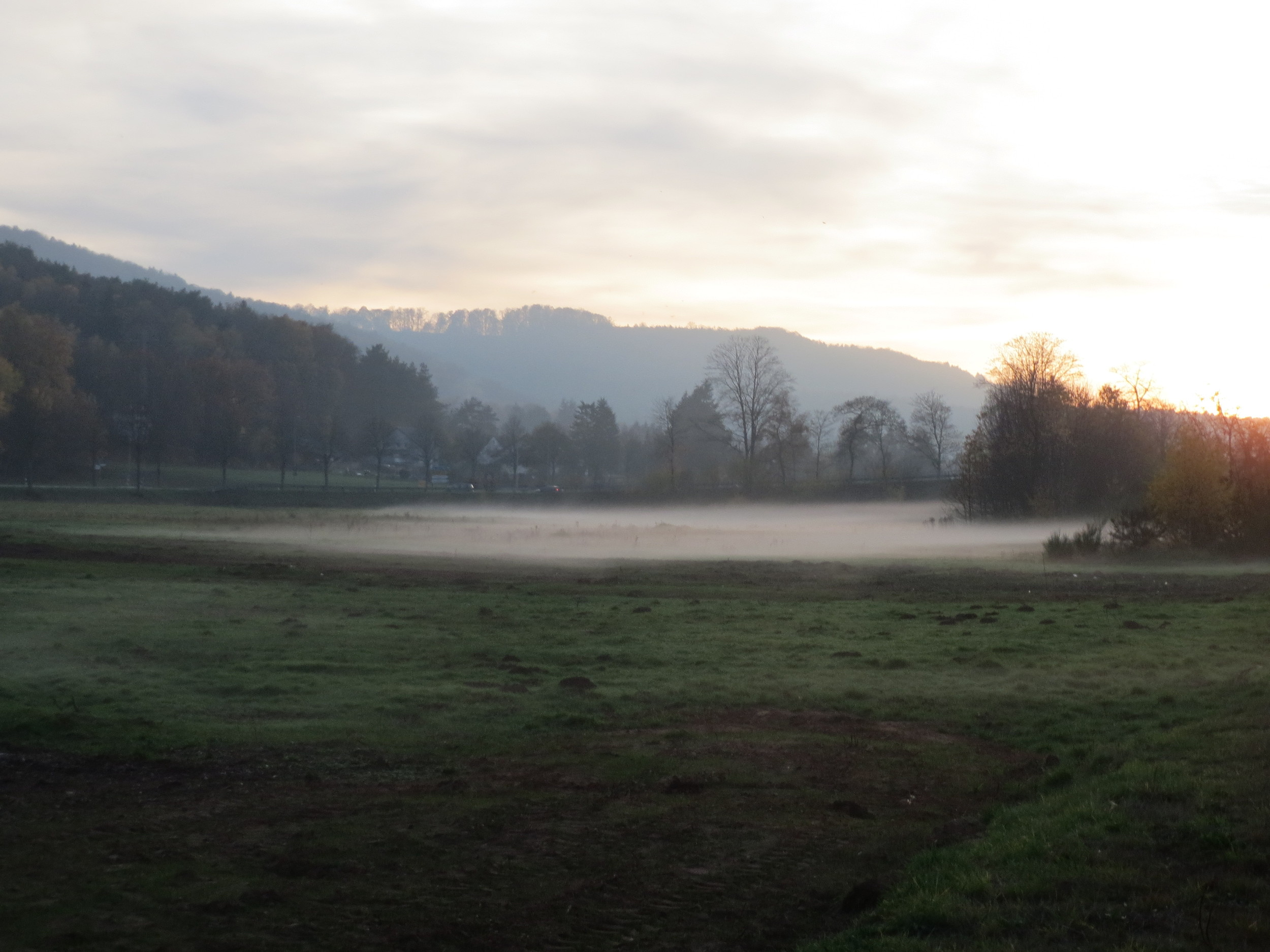
Landschaftsbild innerhalb von Bruchmühlbach-Miesau

Bruchmühlbach-Miesau ist eine Ortsgemeinde im Landkreis Kaiserslautern in Rheinland-Pfalz. Sie ist Verwaltungssitz der gleichnamigen Verbandsgemeinde, der sie auch angehört. Die Gemeinde ist gemäß Landesplanung als Grundzentrum ausgewiesen.

## Geographie

### Geographische Lage
Bruchmühlbach-Miesau liegt in der Westpfalz im äußersten Westen des Landkreises Kaiserslautern an der Grenze zum Saarland etwa 11 km nordöstlich von Homburg im Landstuhler Bruch am Glan, einem rechten Nebenfluss der Nahe. Große Teile der Gemeinde gehören zur Westricher Moorniederung.

### Nachbarorte
Die benachbarten Orte von Bruchmühlbach-Miesau sind im Uhrzeigersinn Nanzdietschweiler, Hütschenhausen, Hauptstuhl, Langwieden, Martinshöhe, Lambsborn, Bechhofen, der Homburger Stadtteil Bruchhof-Sanddorf mit seinem Ortsteil Eichelscheid, Waldmohr, Schönenberg-Kübelberg und Gries.

### Ortsteile und Wohnplätze
Die 8093 Einwohner (Stand 31. Dezember 2004) verteilten sich wie folgt auf die einzelnen Ortsteile:
| Ortsteil      | zugehörende Wohnplätze                                    | Einw. |
| ------------- | --------------------------------------------------------- | ----- |
| Bruchmühlbach | Auf dem Bergfeld, Belzmühle, Tausendmühle, Bruchwiesenhof | 2813  |
| Buchholz      |                                                           | 1028  |
| Elschbach     | Am Bahnhof, Am Schwimmbad, Schanzermühle                  | 411   |
| Miesau        | Birkenhof, Schanzerhof                                    | 2550  |
| Vogelbach     | Am Alten Zoll, Bahnposten 20, Vogelbachermühle            | 1241  |

(Wohnplätze laut Statistischem Landesamt Rheinland-Pfalz)

### Gewässer

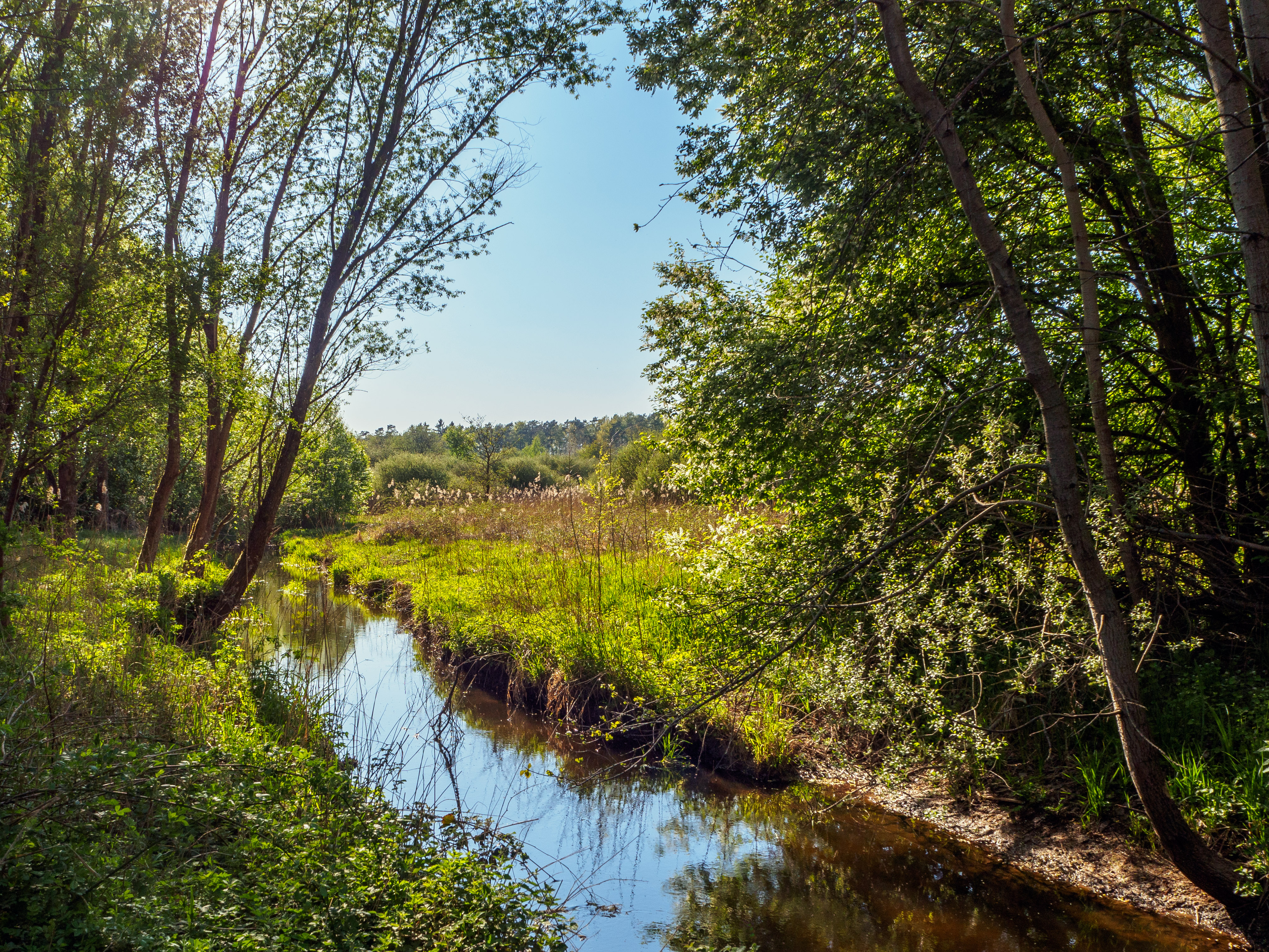
Glan innerhalb der Gemeindegrenzen

Mitten durch das Gemeindegebiet verläuft der Glan. Vor Ort nimmt er mehrere Zuflüsse auf, zunächst von links den Vogelbach und den Kohlbach sowie von rechts den Frohnbach und den Mühlbach. Letzterer besitzt als Zweig den Tausendmühlbach. Danach folgt von links der Bruchgraben, der Lettengraben, der Schanzergraben und entlang der Gemarkungsgrenze zu Gries der Ohmbach.

### Klima
Der Jahresniederschlag beträgt 783 mm.

## Geschichte
Bis 1798 gehörte Bruchmühlbach (westlich des Frohnbachs) zu Pfalz-Zweibrücken. Mühlbach im Bruch (östlich des Frohnbachs) gehörte zur Herrschaft Landstuhl der Herren von Sickingen. Vogelbach gehörte zu Pfalz-Zweibrücken. Elschbach, Niedermiesau und Obermiesau gehörten bis 1779 zu Kurpfalz und kamen dann mit dem Amt Kübelberg tauschweise an Pfalz-Zweibrücken.
Während der sogenannten Franzosenzeit (1798–1814) bildeten Bruchmühlbach und Mühlbach im Bruch eine Gemeinde, die Sitz einer Mairie im Kanton Landstuhl im Departement Donnersberg war. Zur Mairie gehörten auch die Gemeinden Hauptstuhl und Vogelbach. Elschbach, Niedermiesau und Obermiesau gehörten zum Kanton Waldmohr im Saardepartement.
1816 kamen alle Gemeinden im Rheinkreis, der späteren Pfalz, zum Königreich Bayern.
Am 7. Januar 1918 ereignete sich ein schwerer Eisenbahnunfall, als in Bruchmühlbach ein Urlauberzug mit einem zweiten Zug zusammenstieß. 33 Menschen starben, weitere 121 wurden verletzt.
Die Gemeinde Bruchmühlbach wurde am 1. Oktober 1938 durch Eingliederung der vorherigen Gemeinde Mühlbach vergrößert, die auch Mühlbach im Bruch genannt wurde. Der spätere Ortsteil Miesau gliederte sich bis 1937 in die getrennten Gemeinden Niedermiesau und Obermiesau. Der Miesauer Ortsteil Buchholz entstand erst in den 1930er Jahren.
Die Ortsgemeinde Bruchmühlbach-Miesau wurde am 22. April 1972 aus den Gemeinden Bruchmühlbach und Miesau neu gebildet. Bereits drei Jahre zuvor, am 7. Juni 1969, waren die Gemeinde Vogelbach nach Bruchmühlbach und die Gemeinde Elschbach nach Miesau eingemeindet worden. Zeitgleich wurde die Ortsgemeinde Sitz der ebenfalls neu geschaffenen gleichnamigen Verbandsgemeinde.

### Konfessionsstatistik
Ende 2014 waren 37,8 % der Einwohner evangelisch und 28,1 % katholisch. Die übrigen 34,1 % gehörten einer anderen Glaubensgemeinschaft an oder waren konfessionslos. Die Zahl der Protestanten und Katholiken ist seitdem gesunken. Ende Juni 2024 hatten 27,7 % der Einwohner die evangelische Konfession und 21,5 % die katholische. 50,8 % gehörten entweder einer anderen Glaubensgemeinschaft an oder waren konfessionslos.

## Politik

### Gemeinderat
Der Gemeinderat in Bruchmühlbach-Miesau besteht aus 24 Ratsmitgliedern, die bei der Kommunalwahl am 9. Juni 2024 in einer personalisierten Verhältniswahl gewählt wurden, und dem ehrenamtlichen Ortsbürgermeister als Vorsitzendem.
Die Sitzverteilung im Gemeinderat:
| Wahl | SPD | CDU | FDP | WGH | Gesamt   |
| ---- | --- | --- | --- | --- | -------- |
| 2024 | 10  | 9   | 1   | 4   | 24 Sitze |
| 2019 | 10  | 9   | –   | 5   | 24 Sitze |
| 2014 | 15  | 9   | –   | –   | 24 Sitze |
| 2009 | 15  | 9   | –   | –   | 24 Sitze |
| 2004 | 13  | 11  | –   | –   | 24 Sitze |

- WGH = Wählergruppe Heintz

### Bürgermeister
Ortsbürgermeister von Bruchmühlbach-Miesau ist Rüdiger Franz (SPD). Bei der Direktwahl am 26. Mai 2019 wurde er mit einem Stimmenanteil von 51,07 % gewählt und damit Nachfolger von Klaus Neumann (SPD), der nach 20 Jahren im Amt nicht erneut angetreten war. Bei der Direktwahl am 9. Juni 2024 wurde Franz ohne Gegenkandidat mit 63,9 % der Stimmen für weitere fünf Jahre in seinem Amt bestätigt.

### Wappen
| Wappen von Bruchmühlbach-Miesau | Blasonierung: „Von Grün, Schwarz und Blau durch silbernen Göpel geteilt, rechts ein verzierter silberner Ständer, darauf ein sitzender linksgewendeter goldener Vogel, einen oben rundgekrümmten silbernen Haken im Schnabel haltend, links ein rotbewehrter und -bezungter goldener Löwe, unten ein silberner Wellenbalken, mit einem wachsenden silbernen Mühlrad.“ |
| Wappen von Bruchmühlbach-Miesau | Wappenbegründung: Der silberne Ständer mit goldenem Vogel entstammt dem ehemaligen Vogelbacher Gemeindewappen. Den Wellenbalken mit Mühlrad beinhaltete vor 1972 das Bruchmühlbacher Wappen. Der Pfälzer Löwe erinnert an die frühere Zugehörigkeit aller Teilorte zur Kurpfalz. Das Wappen wurde 1976 von der Bezirksregierung Neustadt genehmigt.                   |

## Kultur und Sehenswürdigkeiten

### Kulturdenkmäler

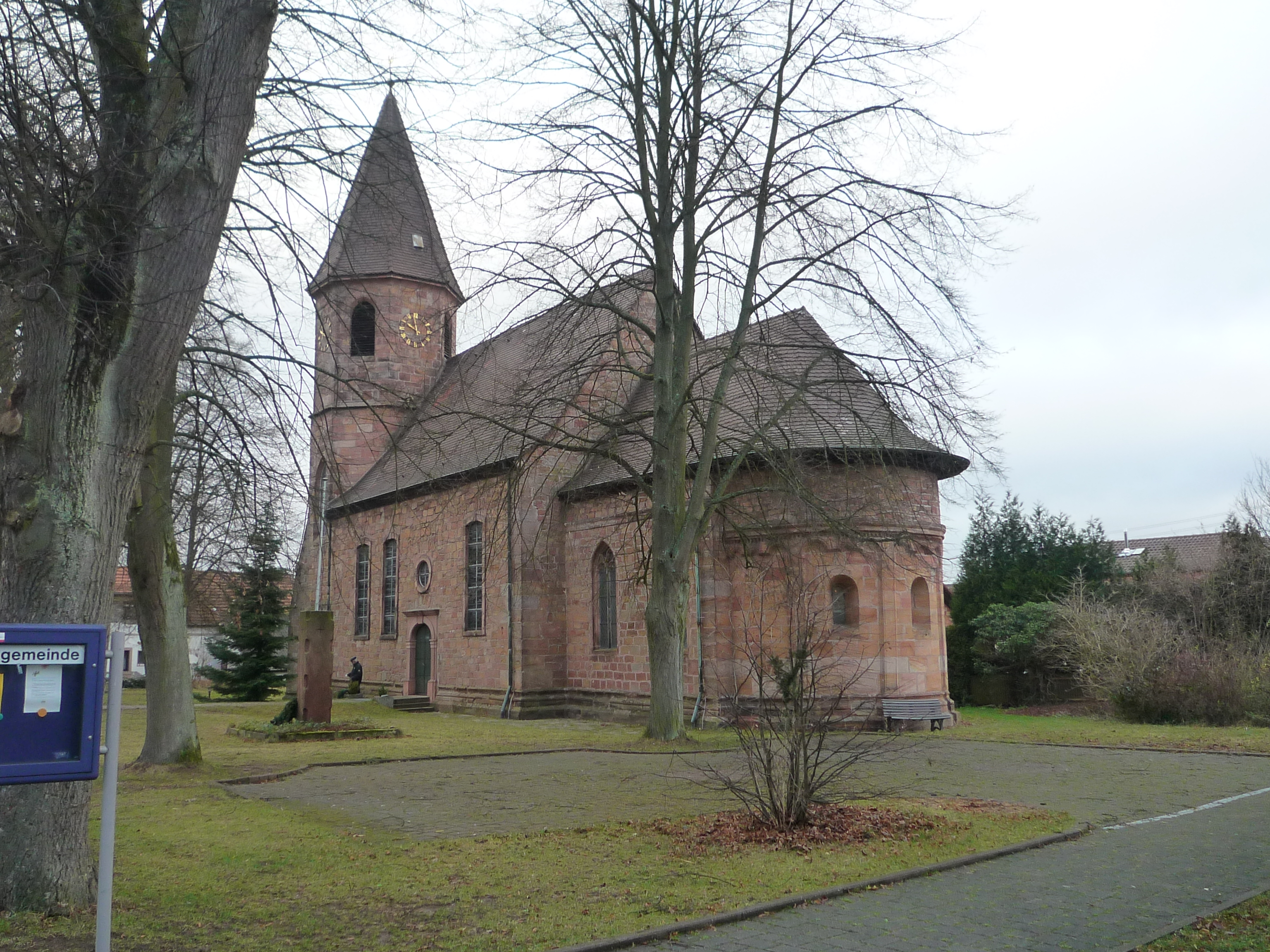
Denkmalgeschützte Simultankirche St. Philipp und Jakob

Vor Ort existieren insgesamt 18 Objekte, die unter Denkmalschutz stehen, darunter Simultankirche St. Philipp und Jakob und die Tausendmühle.

### Natur
Innerhalb des Gemeindegebiets existieren insgesamt vier Naturdenkmale, darunter die Elendsklamm. Zudem liegen innerhalb der Gemarkung die Naturschutzgebiete Glanniederung bei Elschbach, Neuwoogmoor, Spießwald-Streitwiese, Wiesen nördlich von Vogelbach und Wiesen westlich der Vogelbacher Mühle.

### Freizeit- und Sportanlagen
Die Gemeinde besitzt Beherbergungsbetriebe und Gaststätten für alle Ansprüche, Tennisplätze und Kegelbahnen.
Zwischen den Ortsteilen Miesau und Elschbach gibt es ein Waldwarmfreibad mit wettkampfgerechten Anlagen, Familienrutsche sowie Spiel- und Erholungsmöglichkeiten. Es gibt Gelegenheit zum Sportangeln, einen Campingplatz, einen Minigolfplatz und Reitsportanlagen, unter anderem in Form der Rennbahn Miesau.

### Regelmäßige Veranstaltungen
Traditionelle und jährlich wiederkehrende Feste in der Gemeinde sind:
| Termin                         | Ereignis                                |
| ------------------------------ | --------------------------------------- |
| Pfingsten                      | Reitturnier in Miesau                   |
| Erstes Wochenende im Juli      | Westricher Sommerfest in Bruchmühlbach  |
| Letztes Wochenende im Juli     | Sommerfest im Waldwarmfreibad in Miesau |
| Erstes Wochenende im Juli      | Kerwe in Bruchmühlbach                  |
| Zweites Wochenende im August   | Kerwe in Elschbach                      |
| Letztes Wochenende im August   | Kerwe in Vogelbach                      |
| Erstes Wochenende im September | Wikingerfest in Elschbach               |
| Viertes Wochenende im Oktober  | Kerwe in Miesau                         |
| Jährlich im August             | Pferderenntag in Miesau                 |

## Wirtschaft und Infrastruktur

### Wirtschaft
1951/52 gründete der Porzellanhersteller Gebr. Winterling eine Fabrik in Bruchmühlbach, die unter der Marke Rheinpfalz Hartporzellan Tafelgeschirr, feuerfestes Kochgeschirr und Geschenkartikel produzierte. In den 1970er Jahren wurde die Produktion auf Steingut umgestellt (Pfalzkeramik).

### Verkehr

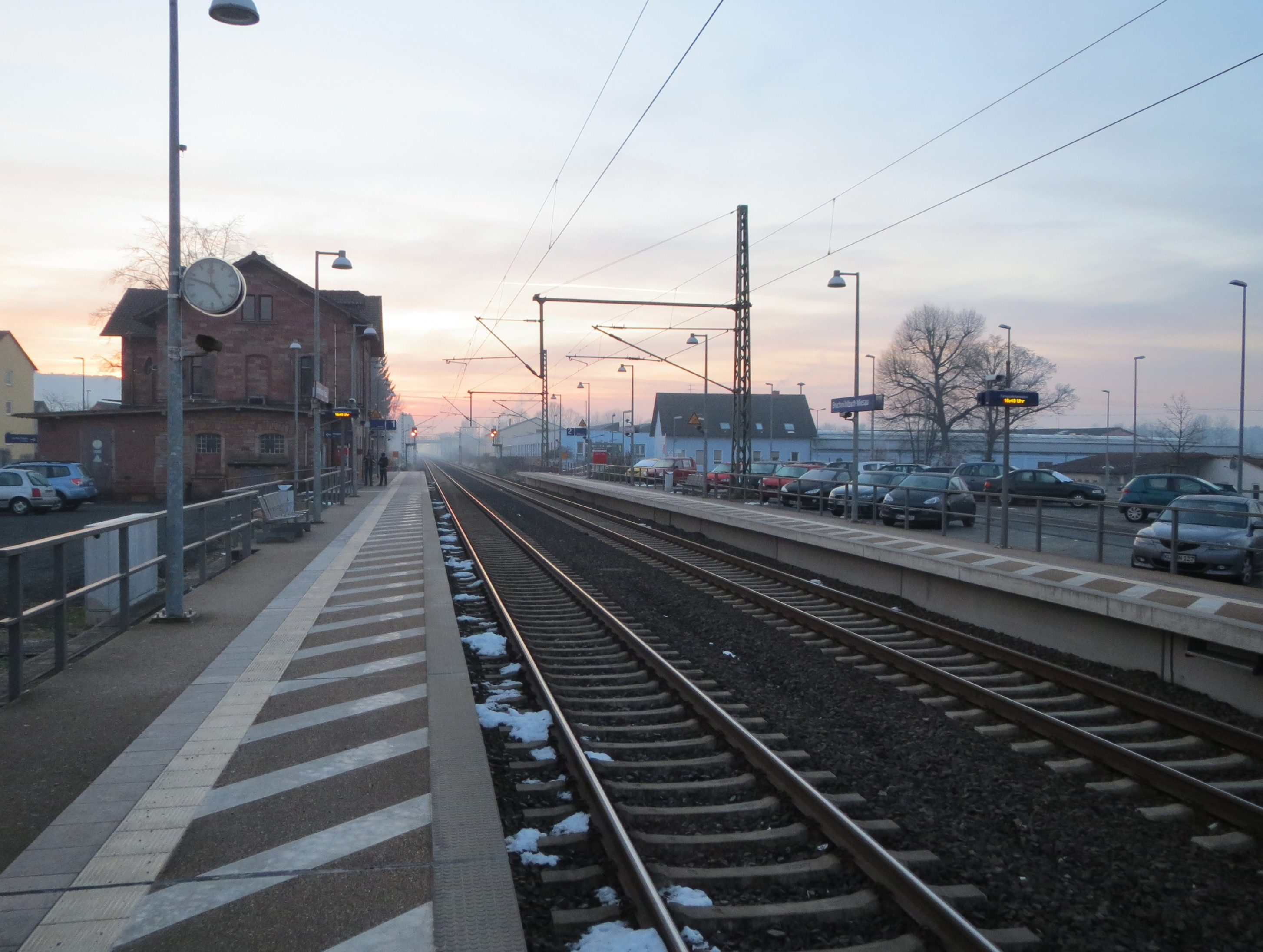
Bahnhof Bruchmühlbach-Miesau

Bruchmühlbach-Miesau ist durch einen eigenen Autobahnanschluss über die A 6 (Mannheim–Saarbrücken) mit dem überregionalen Straßennetz verbunden und liegt an der parallel verlaufenden Bahnstrecke Mannheim–Saarbrücken. Der inzwischen zum Haltepunkt zurückgebaute frühere Bahnhof Bruchmühlbach-Miesau hieß ursprünglich nur Bruchmühlbach, da er sich im Gebiet des damals selbständigen Ortes befand.
Der Ortsteil Elschbach erhielt 1904 mit Eröffnung der Glantalbahn Anschluss an das Eisenbahnnetz. Weil Elschbach sehr peripher liegt, wurde Anfang der 1960er Jahre zudem rund 800 Meter östlich unweit des Elschbacher Tunnels der Haltepunkt Elschbach Ort eröffnet. Damit sollte die Glantalbahn in ihrem südlichen Abschnitt Homburg–Glan-Münchweiler belebt werden. Der Haltepunkt Elschbach Ort wurde bereits 1976 aufgelassen, der eigentliche Bahnhof folgte zwei Jahre später. Der Personenverkehr wurde 1981 eingestellt. Da der Güterverkehr bereits zuvor zwischen Schönenberg-Kübelberg und Glan-Münchweiler aufgegeben worden war, war der Streckenabschnitt fortan ohne regulären Verkehr. Ende der 1980er Jahre wurden die Gleise abgebaut.

### Bildungseinrichtungen
Die Gemeinde verfügt mit der Adam-Müller-Schule über eine Realschule plus, ferner über Grundschulen in Miesau und Bruchmühlbach. Außerdem gibt es vier Kindergärten.

### Militär
Die US-Heeresgarnison Rheinland-Pfalz unterhält in der Nähe von Miesau („Am Panzergraben“) das Miesau Army Depot, das größte Munitionslager außerhalb der USA und zugleich das größte in Deutschland. Das Depot war 1990 kurzfristig Zwischenlager beim Abtransport der etwa 100.000 in Deutschland gelagerten Giftgasgranaten (Aktion Lindwurm). Darüber hinaus existiert innerhalb der Gemeindegemarkung das Miesau Terminal Station sowie früher das nukleare Rhine Ammo Depot sowie bis 1995 das POMCUS Depot.

### Tourismus
Innerhalb von Bruchmühlbach-Miesau existiert ein Wanderwegenetz mit 120 Kilometern markierter Rundwanderwege. Durch den Süden der Gemeindegemarkung verläuft der Saar-Pfalz-Weg, der die Kennzeichnung Schwarzer Punkt auf weißem Balken trägt und von Saarbrücken bis nach Rülzheim führt. In diesem Bereich befindet sich außerdem die vom Pfälzerwald-Verein betriebene Fritz-Claus-Hütte. Vom Ortsteil Bruchmühlbach aus führt ein Wanderweg zur Elendsklamm.

## Persönlichkeiten

### Ehrenbürger
- Horst Eckel (1932–2021), Fußballspieler, Mitglied der „Walter-Elf“, Weltmeister 1954, seit 7. November 1998

### Söhne und Töchter der Gemeinde
- Wilhelm Cullmann (1887–1959), Politiker (SPD, SPS)
- Hanns Haberer (1890–1967), Politiker (CDU), 1946/47 Landesminister für Wirtschaft und Finanzen von Rheinland-Pfalz
- Ludwig Peetz (1893–1972), Richter
- Horst Eckel (1932–2021), Fußballspieler, Mitglied der „Walter-Elf“, Weltmeister 1954
- Margit Mohr (* 1949), Politikerin (SPD)
- Alexander Weis (* 1959), Beamter in der Verteidigungspolitik
- Patricia Brocker (* 1966), Fußballspielerin, 1992–1996 Mitglied der Nationalelf

### Personen, die vor Ort gewirkt haben
- Albert F. Heintz, seit 1987 Träger des Verdienstordens des Landes Rheinland-Pfalz
- Gonda Korn, seit 1985 Trägerin des Verdienstordens des Landes Rheinland-Pfalz
- Matthias Mieves (* 1985), Politiker (SPD), saß von 2004 bis 2009 vor Ort im Gemeinderat